# Gentse paardenlookworst

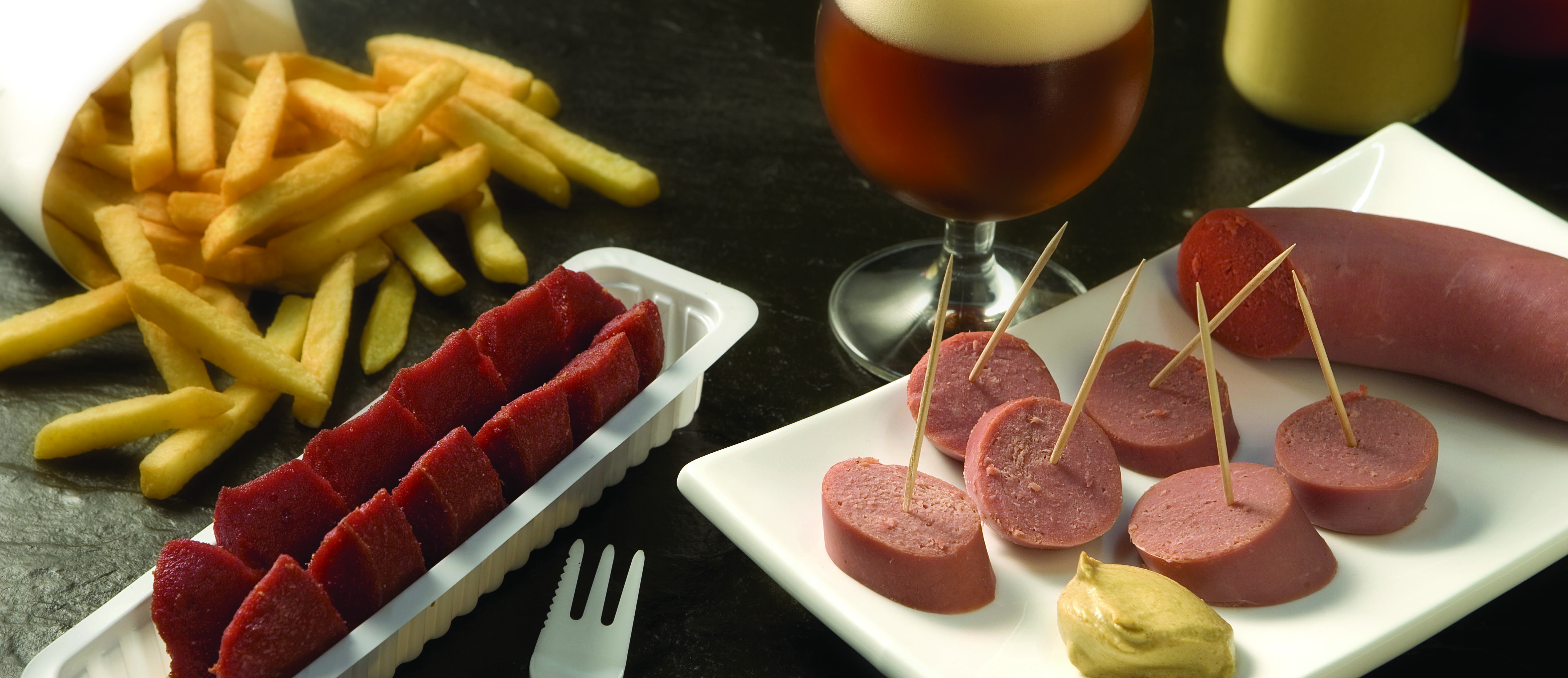
Gentse Paardenlookworst

De Gentse paardenlookworst is een door het Vlaams Centrum voor Agro-en visserijmarketing (VLAM) erkend streekproduct uit de Belgische stad Gent. De ambachtelijke worst is populair dankzij zijn aparte smaak en mager paardenvlees. De worst wordt zowel koud gegeten met mosterd als warm uit het frituurvet.
De paardenlookworst is te koop bij tal van slagerijen en frituren in het Gentse. Alsook verkrijgbaar in het OOOST, promotiecentrum voor Oost-Vlaamse streekproducten, gelegen in het oude stadscentrum van Gent.